# Château de Hauterive
Pour les articles homonymes, voir Hauterive.
 (septembre 2024).
Si vous disposez d'ouvrages ou d'articles de référence ou si vous connaissez des sites web de qualité traitant du thème abordé ici, merci de compléter l'article en donnant les références utiles à sa vérifiabilité et en les liant à la section « Notes et références ».
Le château de Hauterive est situé à Argentré dans le département de la Mayenne.
Il fait l’objet d’une inscription au titre des monuments historiques depuis le 13 mars 1989.

## Description

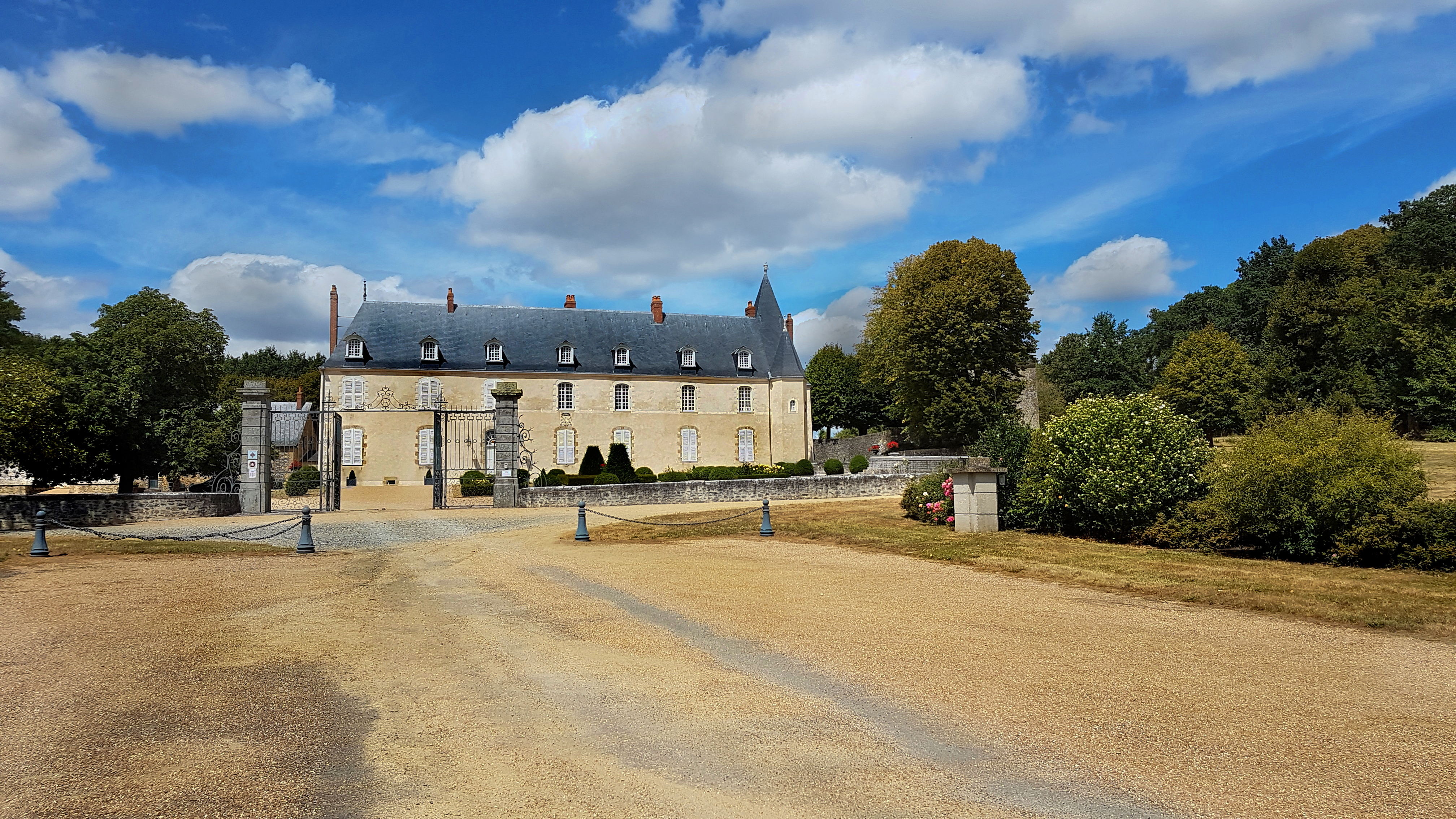
Château de Hauterive

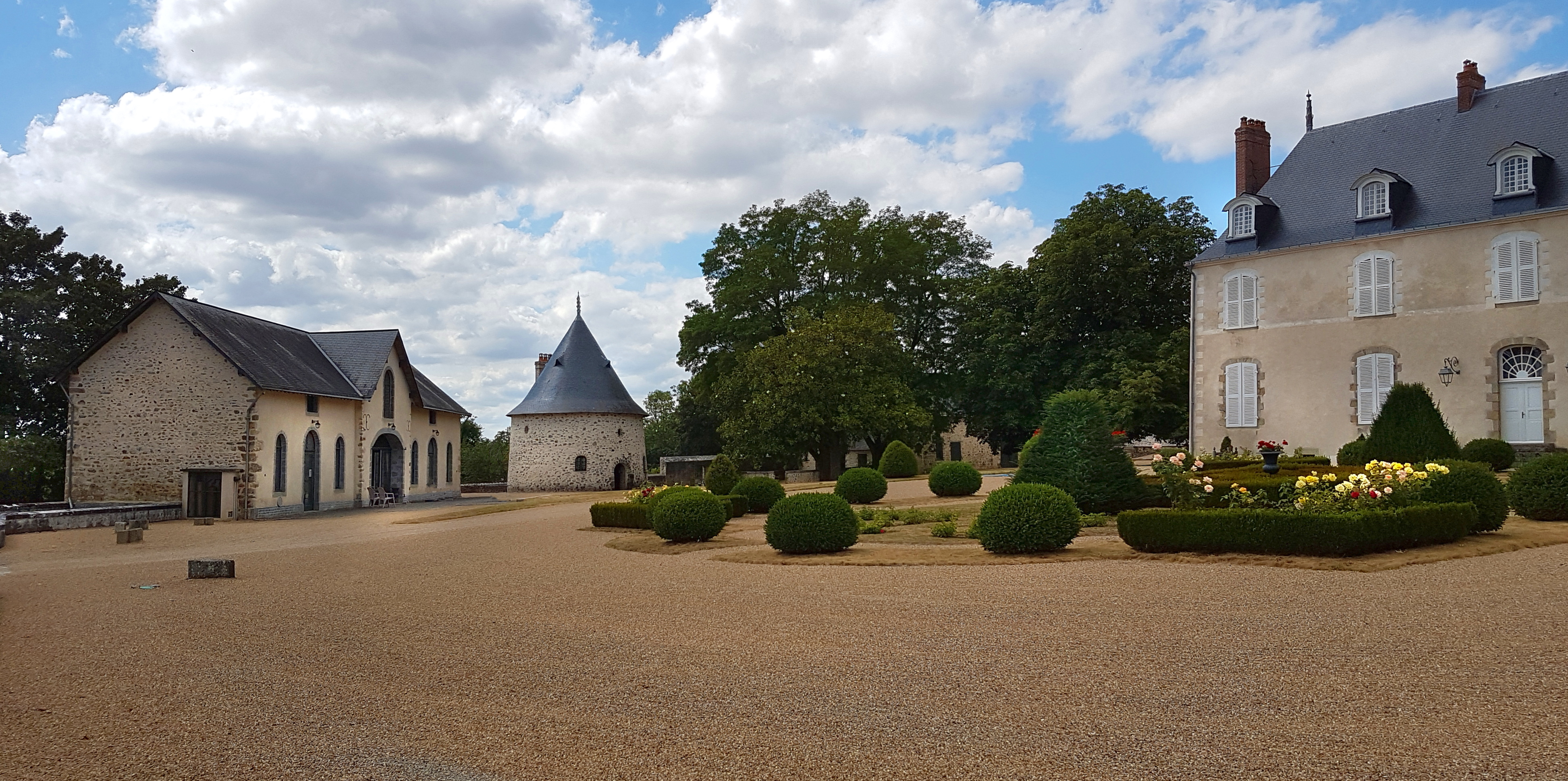
Château de Hauterive.

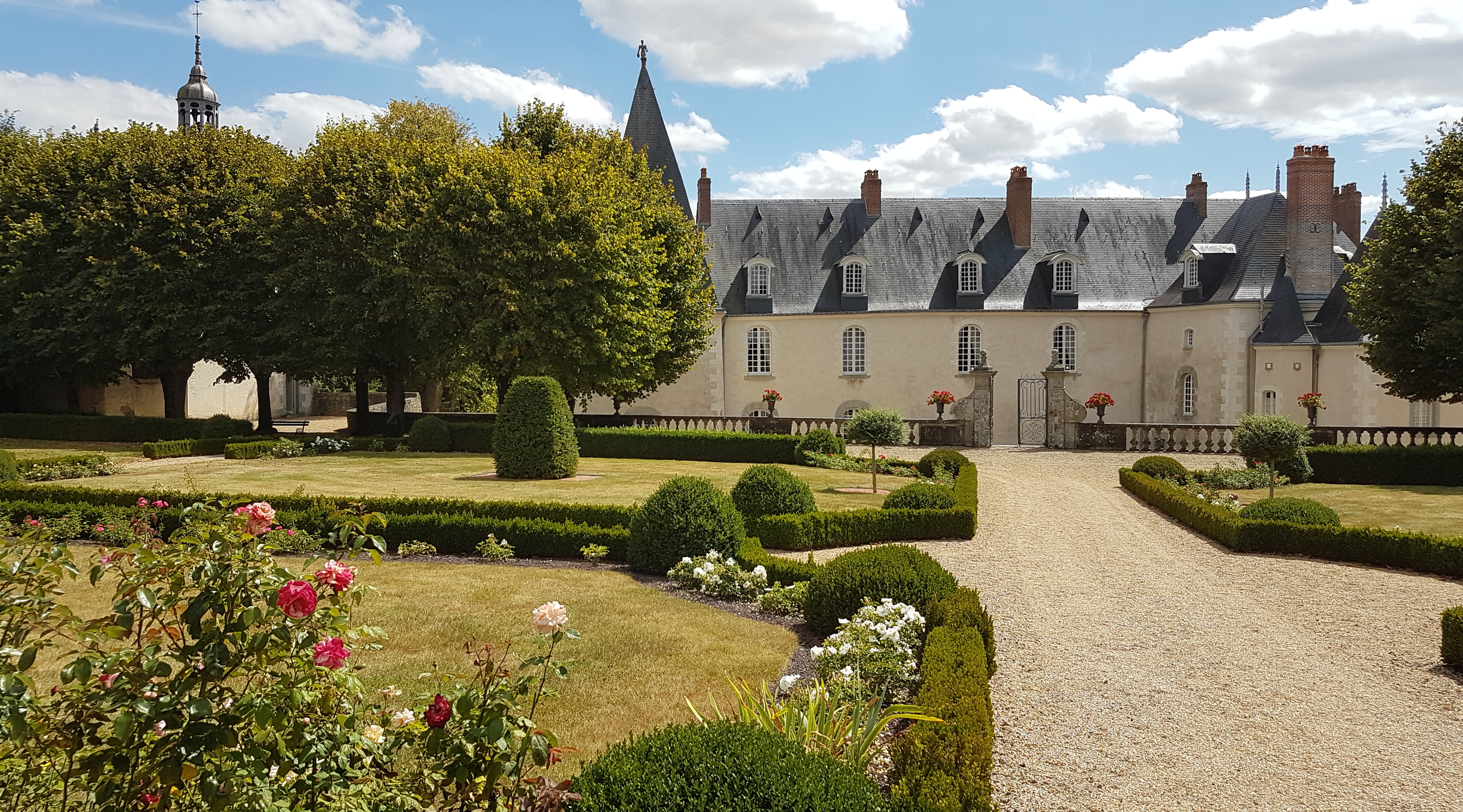
Château de Hauterive.

Il comporte un château et une chapelle, des façades et des toitures de la fuie, une enceinte avec des douves et des murs de soutènement, un pavillon isolé du XVIIIe, un jardin avec clôture et tour, ainsi qu'un puits central, un bois et des grandes allées du parc.
Les tapisseries de la grande salle, aux armes de Hautefort sont fort belles. La chapelle fut fondée le 10 avril 1508 par Thomine de Villiers, dame de La Flotte et d'Hauterive. Dans le jardin, existe un puits monumental et un grand cadran solaire très compliqué, avec un petit cadran mobile complètement dégradé. Il y avait encore vers 1940, près de la basse-cour, un labyrinthe du XVIIIe siècle.

## Histoire
En septembre 1209, Guillaume d'Hauterives reconnaît devant Savary d'Anthenaise, seigneur de Bazougers, tenir de lui son manoir d'Hauterives avec toutes ses dépendances et lui devoir service à cheval et armée. Le comte de Laval lui accorda en 1485 la remise de ses droits féodaux. Il avait dès le XIIIe siècle le droit d'usage à tout bois dans la forêt de Frageu. Le château, qualifié hébergement en 1533, pouvait être considéré comme un asile sûr. Pendant les troubles de 1616, on y vient de Saint-Céneré mettre en sûreté des objets précieux. 
Hauterives appartenait au seigneur de Bazougers et deux siècles plus tard au seigneur de Villiers, puis par héritage, il arriva dans l’illustre famille du Bellay alliée plus tard aux Hautefort. 
Les seigneurs de Hauterive possédaient plusieurs droits à l'église Saint-Vénérand de Laval.
L’un des descendants vendit la propriété en 1737 à Jean Baptiste Berset, négociant lavallois. Les descendants l’ont conservée par le biais des Fitzgerald et des Montalembert qui ont été inhumés dans la chapelle. Le comédien Thibault de Montalembert y est en partie élevé, jusqu'à la vente du château familial en 1975.
Le château et la chapelle actuelle ont été construits par Jean-Marie Berset, lequel devint ainsi seigneur d'Argentré. Les Berset possédaient encore le château de Parneau en Parné et une foule d'autres terres qui en faisaient la famille la plus riche de Laval. La dame veuve Berset de Vaufleury se fit représenter à l'assemblée de la noblesse du Maine en 1789.
Le château et la chapelle sont mis à sac en 1795. Le 15 juin 1795, un détachement de républicains est commandé par Gency et suivi d’une bande de femmes pour chasser les Chouans, mais surtout pour piller le château d’Hauterives. Ils saccagèrent tout et emmenèrent le linge, les meubles, les portes, les fenêtres, les boiseries.
Reconstruit à la fin du  XVIIIe siècle, le manoir a été augmenté de tourelles en encorbellement. Elles ont été très remaniées au XIXe siècle, notamment par une tour d'angle abattue à la fin du XXe siècle. 
Vendu un temps à des Italiens, le château de Hauterive appartient dans les années 1980 à l'imprimeur Yves Floc'h. Il est inoccupé jusqu'en 2007 et a fait l’objet de pillages et de dégradations importantes : il n’y a ni chauffage, ni électricité, ni mesures de sécurité. 
Le 21 février 2007, Roxanne et Patrick Matton en ont fait l’acquisition pour le restaurer. Les travaux furent confiés à des artisans de la région et durèrent plus de vingt mois. Quatre-vingt-deux entreprises ont travaillé à sa restauration.

## Chapelle

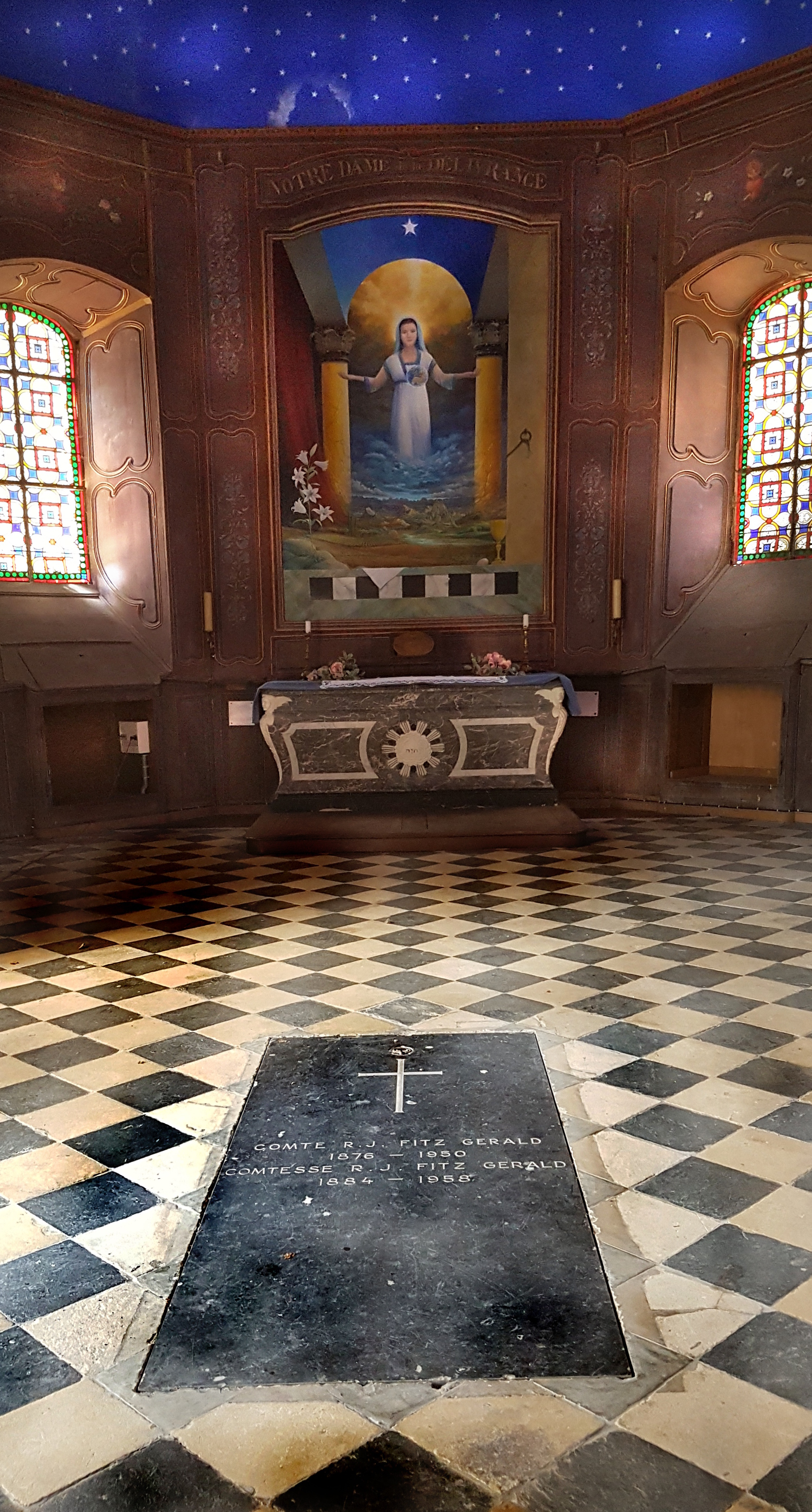
La chapelle.

La chapelle qui date de la reconstruction du château est couronnée par un petit campanile très élancé. Dès le mois de septembre 1802, l’évêque du Mans permet à Monsieur Berset de faire dire la messe dans la chapelle. Une statue de la Vierge, sur une colonne de granit, est érigée à l’intersection des deux chemins qui traversent le bois (en l’an 1762).